# Distretto di Olevs'k
Il distretto di Olevs'k (in ucraino Олевський район?, Olevs'kyj rajon) era un distretto dell'Ucraina, situato nell'oblast' di Žytomyr. Il suo capoluogo era Olevs'k. È stato soppresso in seguito alla riforma amministrativa del 2020.